# Xixuthrus terribilis
Xixuthrus terribilis är en skalbaggsart som beskrevs av Thomson 1877. Xixuthrus terribilis ingår i släktet Xixuthrus och familjen långhorningar.
Artens utbredningsområde är Fiji. Inga underarter finns listade i Catalogue of Life.